# Petroglyph nationalmonument

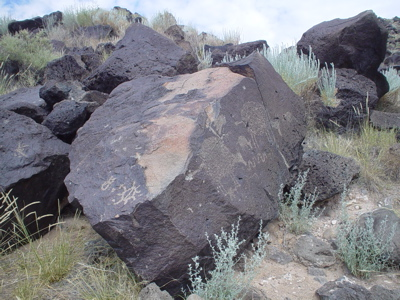
Petroglyph nationalmonument

Petroglyph nationalmonument ligger i delstaten New Mexico i USA. Här finns över 20 000 bilder inhuggna eller målade på berg och sten från olika tidsepoker.
Besökscentrat var en gång hem för Dr Sophie Aberle som var den första praktiserande antropologen i USA. Hon och hennes man köpte huset omkring 1955. Hon hade sitt hem och kontor där till 1990 då hon, 94 år gammal, sålde huset till "the Department of the Interior" för att bli besökscentra för nationalmonumentet. 1996 bjöds hon in för att fira sin 100:de födelsedag i sitt gamla hem. 